# 乙田町
乙田町
乙田町（おとだちょう）は、奈良県生駒市の町名。郵便番号は630-0227。

## 地理
生駒市の南端に位置し、南に平群町、斑鳩町、東に大和郡山市、北に小瀬町、西に萩の台、東山町と接する。

### 河川
- 乙田川 - 竜田川の支流[5]。

## 歴史
乙田村は大和国平群郡に属し、音田村とも書いた。江戸時代初めは吉田源左衛門・御餌指新三郎・幕府が分割支配し、元和元年（1615年）から幕府領は郡山藩領となる。元禄年間（1688 - 1704年）には幕府と郡山藩による支配となり、享和元年（1801年）からは郡山藩領となる。
天保年間には、寺社の普請などに尽力している庄屋の松川庄兵衛がいるが、この庄兵衛の子・松川伊作が人形浄瑠璃の太夫「小匠」を師匠として雇い入れて、村人に習わせている。これ以後、乙田の人形浄瑠璃は有名となっていった。
現代に入り、大軌電車（近鉄奈良線）・信貴電（近鉄生駒線）が開通すると、外へと働きに出る人が増える。昭和30年代には近鉄不動産による多古田山の開発計画が始まり、昭和54年（1979年）12月に萩の台住宅地が完成。翌年4月には萩の台駅も新設された。
この後、萩の台・東山町が乙田町から独立し、令和元年（2019年）10月1日現在、乙田町内に居住者はいない。

### 地名の由来
地名の由来は不明だが、以下のように推測される。
- 「乙」は十干のはじめの方で「若い」の意味であり、乙田は「新しく開いた田」という意味[9]。
- 「乙」は方位では東と東南の間を指し、乙田は生駒山頂から見てその方向の田という意味[9]。

### 沿革
- 1889年（明治22年） - 萩原村・藤尾村・西畑村・鬼取村・小倉寺村・大門村・有里村・壱部村・小瀬村・小平尾村と合併して南生駒村が発足[10]。南生駒村大字乙田となる[5]。
- 1955年（昭和30年） - 生駒町の大字となる[5]。
- 1971年（昭和46年） - 生駒市乙田町となる[5]。

## 事業所
2016年（平成28年）現在の経済センサス調査による事業所数と従業員数は以下の通りである。
| 町丁   | 事業所数 | 従業員数 |
| ------ | -------- | -------- |
| 乙田町 | 5事業所  | 929人    |

## 施設
- 近畿大学奈良病院